# Chloé Noël
Chloé Noël (* 22. März 2004) ist eine französische Tennisspielerin.

## Karriere
Noël spielt bislang vorrangig Turniere der ITF Women’s World Tennis Tour, wo sie bislang einen Titel im Doppel gewonnen hat.
Ende 2021 erhielt sie eine Wildcard für die Qualifikation zu den Open Angers Arena Loire, ihrem ersten Turnier auf der WTA Challenger Series. Sie verlor aber bereits ihr Auftaktmatch gegen Witalija Djatschenko mit 0:6 und 3:6.
Zu Beginn des Jahres 2022 qualifizierte sie sich für das Hauptfeld im Dameneinzel der Engie Open de l’Isère, wo sie aber bereits in der ersten Runde auf die topgesetzte Arantxa Rus traf und mit 3:6 und 4:6 verlor. Ende 2022 scheiterte sie knapp am Einzug in das Hauptfeld der Open Angers Arena Loire in der letzten Runde der Qualifikation an Émeline Dartron mit 1:6 und 5:7.
Im Januar 2023 qualifizierte sie sich für das Hauptfeld der Engie Open Andrézieux-Bouthéon 42, wo sie aber wiederum bereits in der ersten Runde gegen Susan Bandecchi mit 2:6 und 2:6 verlor.

## Turniersiege

### Doppel
| Nr. | Datum           | Turnier | Kategorie | Belag   | Partnerin      | Finalgegnerinnen                    | Ergebnis         |
| --- | --------------- | ------- | --------- | ------- | -------------- | ----------------------------------- | ---------------- |
| 1.  | 10. August 2024 | Dublin  | ITF W15   | Teppich | India Houghton | Summer Yardley Aleksandra Zuchańska | 4:6, 6:3, [10:7] |